# New London
New London es un pueblo ubicado en el condado de Stanly, Carolina del Norte, Estados Unidos. Según el censo de 2020, tiene una población de 607 habitantes.

## Geografía
La localidad está ubicada en las coordenadas 35°26′6″N 80°13′11″O / 35.43500, -80.21972 (35.434915, -80.219812). Según la Oficina del Censo, la localidad tiene un área total de 5.12 km², correspondientes en su totalidad a tierra firme.

### Localidades adyacentes
El siguiente diagrama muestra a las localidades en un radio de 24 kilómetros (14,9 mi) de New London.

## Demografía
En el 2000, los ingresos promedio de los hogares era de $42,188 y los ingresos promedio de las familias eran de $51.429. Los ingresos per cápita eran de $18,520. Los hombres tenían ingresos per cápita por $31,806 contra $25,000 para las mujeres. Alrededor del 6.50% de la población estaba bajo el umbral de pobreza nacional.
De acuerdo con la estimación 2016-2020 de la Oficina del Censo, los ingresos promedio de los hogares son de $63,304 y los ingresos promedio de las familias son de $79,063. Alrededor del 7.8% de la población está bajo el umbral de pobreza nacional.

### Censo de 2020
| Raza                   | Núm. | Porc. |
| ---------------------- | ---- | ----- |
| Blancos                | 510  | 84.0% |
| Afroamericanos         | 36   | 5.9%  |
| Amerindios             | 2    | 0.3%  |
| Asiáticos              | 26   | 4.3%  |
| Otras razas            | 7    | 1.2%  |
| De una mezcla de razas | 26   | 4.3%  |
| Total                  | 607  | 100%  |

Del total de la población, el 2.0% son hispanos o latinos de cualquier raza.